# One Night in Miami...
One Night in Miami... er en amerikansk dramafilm fra 2020 instrueret af Regina King i sin første spillefilmsdebut med et manuskript af Kemp Powers baseret på sit skuespil af samme navn fra 2013.
Filmen er en fiktiv fortælling om et møde, i februar 1964, mellem Malcolm X, Muhammad Ali, Jim Brown og Sam Cooke i et værelse i Hampton House, hvor de fejre Alis overraskende titelsejr over Sonny Liston.
Filmen har Kingsley Ben-Adir, Eli Goree, Aldis Hodge og Leslie Odom Jr. i hovedrollerne, med Lance Reddick, Joaquina Kalukango, Nicolette Robinson og Beau Bridges på rollelisten.
One Night in Miami... havde verdenspremiere på Filmfestivalen i Venedig den 7. september 2020. Det var første gang for en afroamerikansk kvindelig instruktør.
Filmen blev udgivet i udvalgte biografer af Amazon Studios den 25, december 2020, inden den blev udgivet digitalt på Prime Video den 15. januar 2021.
Filmen blev nomineret til tre Oscarstatuetter for bedste mandlige birolle til Odom, bedste filmatisering og bedste sang.

## Produktion
I juli 2019 rapporterede Deadline Hollywood at Regina King skulle instruere og producere Powers manuskript.
I januar 2020 annoncerede King at hun havde castet Kingsley Ben-Adir, Eli Goree, Aldis Hodge, Leslie Odom Jr. og Lance Reddick i de ledende roller.
Filmoptagelserne begyndte i januar 2020 i New Orleans.

## Udgivelse
Filmen havde verdenspremiere ved Filmfestivalen i Venedig den 7. september 2020.
Den blev også vist ved Toronto Film Festival
Amazon Studios erhvervede sig de verdensomspændte distributionsrettigheder for filmen i juli 2020.
Det blev annonceret at filmen skulle have en begrænset biografudgivelse den 25. december 2020, og blev udgivet digital på Prime Video den 15. januar 2021.

## Kritisk respons
Rotten Tomatoes giver en bedømmelse på 98% baseret på 320 anmeldelser, med en gennemsnitlig vurdering 8.3/10.
Metacritic giver filmen en gennemsnitsbedømmelse på 83 ud af 100, baseret på 51 kritikere, hvilket indikere "universel anerkendelse".
Lee Marshall fra Filmmagasinet Ekko giver filmen 5 stjerner ud af 6 stjerner og skriver om instruktøren at "Scene for scene træffer hun de kunstneriske valg, der løfter One Night in Miami fra at være et godt kammerspil til at være en fremragende film."
Freja Dam fra Soundvenue giver filmen 5 ud af 6 stjerner og skriver: "For det første er dialog og skuespil så medrivende, at man glemmer de forholdsvist ensidige omgivelser. Regina King er et fornemt eksempel på, at skuespillere ofte er gode personinstruktører. Alle fire leverer intense og nuancerede præstationer, og stjernerne føles som rigtige mennesker frem for udvendige imitationer."